# Tlacaxipenaliztli

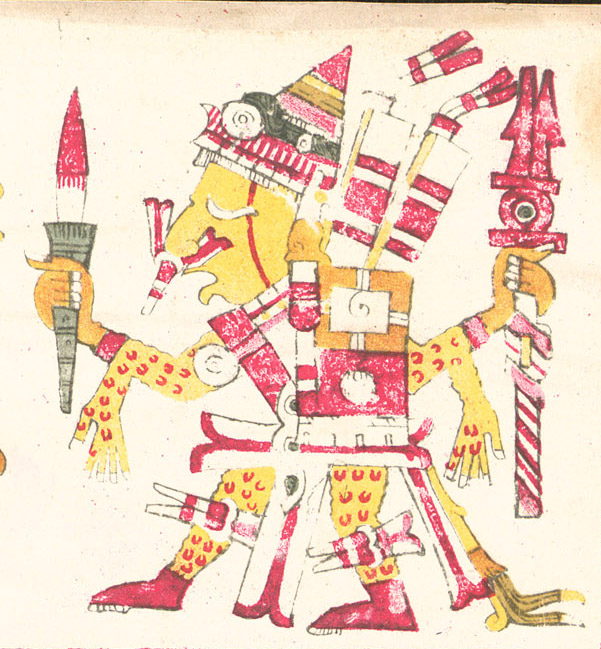
Typische Darstellung Xipe Totecs in der Haut eines Menschenopfers; Codex Borgia, Aztekencodex, 15. Jahrhundert

Das Tlacaxipenaliztli ("Fest des Menschenschindens") war eines der wichtigsten Feste der Azteken und wurde im Frühjahr zu Ehren des Vegetationsgottes Xipe Totec gefeiert. Archäologische Funde haben gezeigt, dass auch andere mesoamerikanische Kulturen das Tlacaxipenaliztli veranstalteten.

## Ablauf
Die Azteken glaubten, der Kreislauf der Ernten und Jahreszeiten müsse mit Menschenopfern genährt werden, um fortzubestehen. Zu diesem Zweck tötete man Kriegsgefangene und enthäutete sie. Anschließend hüllten sich die Opferpriester in die abgezogenen Häute, welche Frühling und Erneuerung symbolisierten, und trugen sie 20 Tage lang am Körper.
Andere Quellen berichten, dass die Opfer auf die Spitze des Tempels geführt wurden, wo man ihnen mit Steinmessern die Brustkörbe öffnete und mit der Hand die noch schlagenden Herzen in die Höhe hob. Mit dem Blut besprengten die Priester Bildnisse aztekischer Gottheiten. Schließlich wurden die Leichname der Gefangenen die Pyramidenstufen hinabgestoßen.